# Rachid Kassim
Rachid Kassim est un djihadiste franco-algérien né le 24 janvier 1987 à Roanne (France) et mort le 27 juillet 2017 près de Mossoul (Irak). Il a fait partie de l'organisation État islamique. Il est suspecté d'être le commanditaire de plusieurs attentats et tentatives d'attentats en France. Selon les autorités américaines, il aurait été abattu par un drone près de Mossoul en février 2017.
Le magazine Cellule de crise révèle qu'il ne fut en réalité que blessé aux jambes, et qu'il est tué le 27 juillet 2017 lors d'un bombardement américain le visant. Une "Note bleue" du renseignement français juge cette information très crédible.
En l'absence de preuve formelle de sa mort il a été condamné à trois reprises à la réclusion criminelle à perpétuité par la justice française.

## Biographie

### Enfance

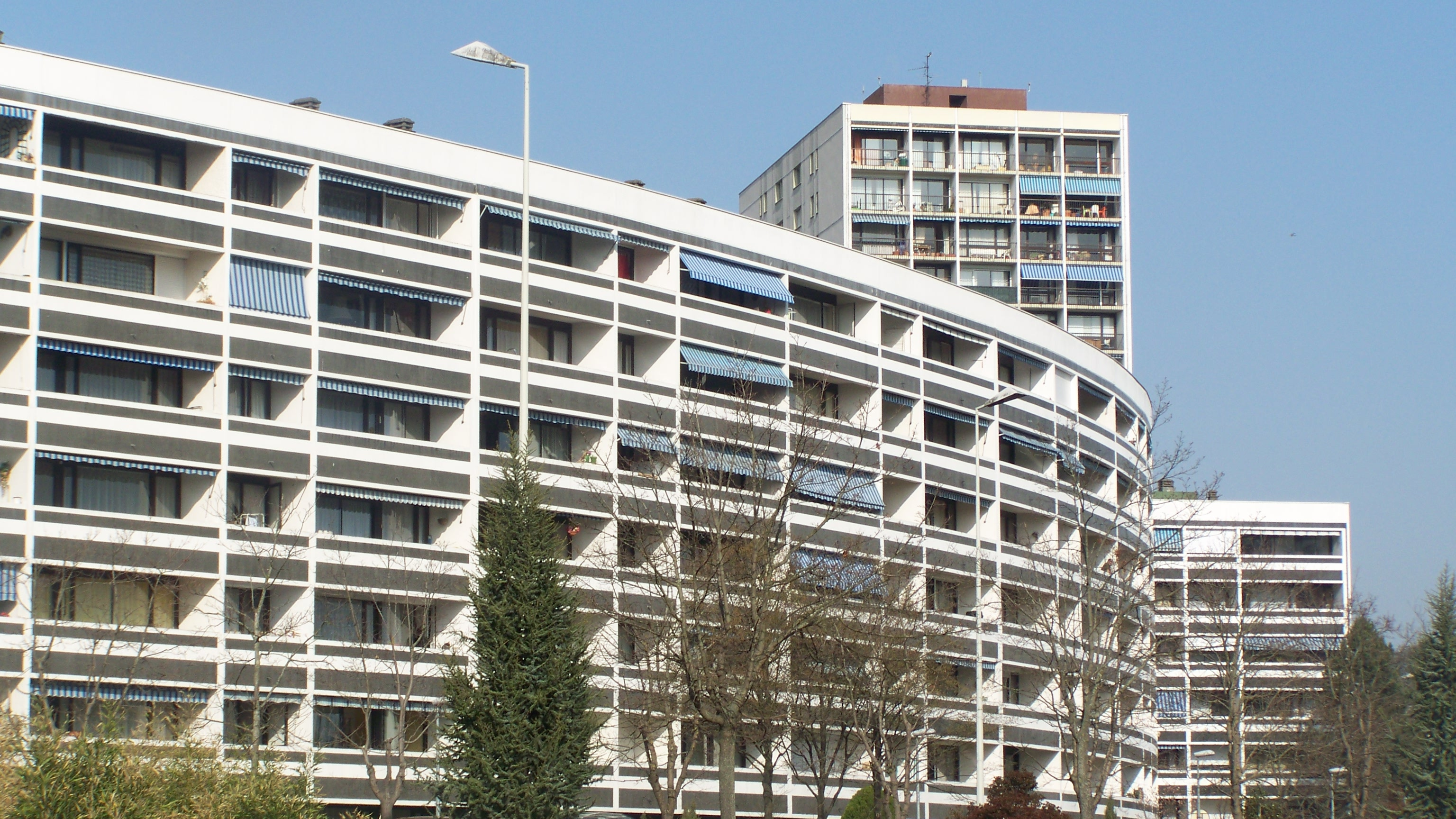
Rachid Kassim a grandi dans le quartier prioritaire Bourgogne (ou Fontquentin).

Rachid Kassim est né le 24 janvier 1987 à Roanne d'un père yéménite (Mohamed) et d'une mère algérienne (Leila). Le couple s'est installée dans cette ville moyenne de la Loire dans le cadre du regroupement familial. La famille est croyante mais la religion n'y occupe pas une place très importante. Rachid est encore un jeune garçon lorsque ses parents divorcent et refont leur vie : son père avec une Française non musulmane et sa mère avec un homme avec qui elle emménage et dont elle a trois enfants (deux filles jumelles et un garçon). 
À l'école, Rachid est décrit comme un garçon gentil et solitaire, probablement en mal de reconnaissance. Aux alentours de 2000, sa mère se sépare à nouveau, ce qui le marque beaucoup : alors qu'il était jusque-là très investi dans les études, il les abandonne puis envisage un moment de les poursuivre par correspondance. Il se met au karaté, dont il rêve de devenir champion, et se passionne pour les mangas. Il arrive de le croiser en keikogi (improprement appelé « kimono ») dans les rues de son quartier. En Syrie, il prétend : « J'étais dans une école dirigée par deux homosexuels. La France est un pays de décadence. Quand j'étais à l'école, ils essayaient de me faire manger du porc. J'étais si choqué que j'ai retourné la table, et mon père a dû venir et leur parler. »

### Radicalisation
Rachid se lance dans le rap en 2010, un style musical alors écouté mais peu pratiqué dans la jeunesse roannaise. Il a 23 ans et l'ambition de devenir un rappeur reconnu. Il se produit cette année-là au parc des sports de la ville mais ne rencontre que peu de succès. L'année suivante, en 2011, il enregistre un album, intitulé L'Oranais, aux accents politiques, notamment au sujet du conflit israélo-palestinien. La pochette est ornée d'un cimeterre et l'album contient des titres comme Première arme ou Je suis un terroriste où il chante « Salam Aleycoum Oussama ben Laden [tué le 2 mai 2011], je suis le cauchemar de Big Ben. ». L'album est un échec cuisant. Vers cette époque, un séjour en Algérie aurait contribué à sa radicalisation.
Il se fait remarquer dans son quartier pour son comportement rigoriste et prosélyte, parfois étrange. Il distribue des livres coraniques aux jeunes et les incite à aller à la mosquée. À un enfant qui promène un chien, il déclare « Les chiens, c'est 'haram', c'est Satan ! ». Dans le même temps, il se montre toujours serviable avec les autres.
Rachid est aussi titulaire d'un brevet d'animateur et est employé dans un centre social de Roanne où il s'occupe de l'encadrement d'enfants. Il refuse de serrer la main de ses collègues féminines et demande une salle de prière, ce qui conduit ses employeurs à ne pas renouveler son contrat. Il aurait eu comme mentor à cette époque Julien Bataille, dit Abdeslam, un converti né en 1977 à L'Arbresle et arrêté le 16 ou le 22 septembre 2016 à Dole,,. Il sera condamné à huit ans de prison pour associations de malfaiteurs terroristes en janvier 2020.

### Membre de l'État islamique
Au printemps 2015, il vend sa voiture Fiat 500 et la remplace par un modèle plus grand, qu'il gare loin de son immeuble. Il se déplace alors en VTT. Il quitte Roanne peu de temps après, un jeudi, avec son épouse Justine Taquard (une Française convertie à l'islam), leur fille de 3 ans et leur chat (il abandonnera finalement à son grand regret le félin à Gaziantep, avant de passer la frontière turco-syrienne). Il prétexte le départ auprès des parents de Justine par des vacances en Turquie. Il se serait rendu par la suite en Égypte, d'où il gagne les territoires contrôlés par l'État islamique en Irak et en Syrie.
Il est présent sur les réseaux sociaux, particulièrement sur l'application de messagerie sécurisée Telegram où il se nomme Ibn Qassim et d'où il diffuse des appels au meurtre. Il est aussi présent sur Facebook en 2015 sous le pseudonyme de « Nicole Ambrosia ». Des liens sont établis avec les auteurs des attentats de Magnanville et de Saint-Étienne-du-Rouvray, qu'il aurait « téléguidés » depuis la Syrie. Le 20 juillet 2016, il apparaît dans la vidéo « votre coalition et notre terrorisme » dans laquelle on le voit décapiter un homme menotté accusé d'espionnage. Avant de passer à l'acte, il prononce une longue diatribe : « Nous venons ici nous féliciter et nous réjouir de l'attaque de Nice. Ô Mohamed qu'Allah t'accepte parmi les hauts degrés du paradis. Les avions ont semé des nuages noirs, fait que par ta cause ils récoltent la foudre d'Allah In Shaa Allah. Telle est la rétribution du peuple criminel qu'est le peuple français qui n'hésite pas à sortir par centaines de milliers dans les rues pour son ventre, pour son contrat de travail mais qui, sachant que ses impôts financent l'armée de Tsahal et le massacre de Palestiniens, les bombardements en Irak et au Cham et aux quatre coins de la planète de la Oummah [...] n'élève pas une seule parole ! Que périsse le peuple de Charlie et que périsse le gouvernement hypocrite qu'est le gouvernement français ! [...] Aujourd'hui, on est attaqués et on va prendre, In Shaa Allah, ce qui nous est dû. Chaque missile qui est tombé ici sera rendu. Et nous n'aurons aucune hésitation. Ô François Hollande, toi qui a dit que tu vas intensifier tes attaques, alors sache que nous aussi on va intensifier nos attaques. »,,,,,,, puis laisse la parole à l'autre bourreau de la vidéo, Amin Nil Sami André Shewil (dit Abu Idriss al-Baljiki), qui déclare : « Regarde bien cette scène, François Hollande, elle va bientôt arriver sur tes propres citoyens dans les rues de Paris, dans les rues de Marseille, dans les rues de Nice, dans toute la France, In Shaa Allah »,,. 
Rachid Kassim intègre l'Amniyat, les services de renseignement de l'État islamique, mais il n'exerce pas de hautes responsabilités. Pour le journaliste Matthieu Suc : « il
travaille, au sein du bureau des opérations extérieures, dans la cellule chargée du recrutement à distance des candidats terroristes, aux côtés du Normand Maxime Hauchard. Il n’est pas un émir de l’Amniyat, simplement un petit commis de la terreur. ».
En juillet 2016, il réunit Adel Kermiche et Abdel Malik Petitjean (19 ans tous les deux) qui passent à l'action le 26 juillet en assassinant le prêtre catholique Jacques Hamel dans son église de Saint-Étienne-du-Rouvray. Kermiche et Petitjean sont issus de deux départements éloignés, respectivement la Seine-Maritime et la Savoie, et ont été réunis par la cause de Rachid Kassim. Il se dit « très fier d'eux, très très fier. Pour moi, ce sont des modèles et des héros. En ce qui concerne mon rôle, les services secrets le savent. Je n'ai rien à ajouter. »
Au début de septembre 2016, il monte un commando féminin composée d'Ornella Gilligmann (29 ans, convertie à l'islam en 2009), de Sarah Hervouët (23 ans, convertie à l'islam en 2015), d'Inès Madani (19 ans) et d'Amel Sakaou (39 ans). Le recrutement de femmes pour passer à l'action est inédit chez l'État islamique, ce qui laisse à penser que Rachid Kassim dispose d'une certaine autonomie dans ses actions. Les quatre femmes — qui ne se connaissent pas avant — sont responsables d'une tentative d'attentat à la voiture piégée en plein Paris le 4 septembre, avant d'être toutes arrêtées dans les jours suivants.
Il influence également à distance plusieurs personnes arrêtées, avec l'aide d'un « service de renseignement étranger seul capable de pirater » l'application cryptée, alors qu'elles étaient soupçonnées de préparer des attentats en France :
- en septembre 2016, trois adolescents de 15 ans sont arrêtés par la DGSI à Paris pour des projets d'attentats imminents[25].
- un homme de 39 ans et un autre de 30 ans de Roanne et Dole interpellés en septembre 2016[26].
- deux jeunes filles de 17 et 19 ans de Nice interpellées le 10 et le 13 septembre 2016. Accrochée par une vidéo d'un orphelin syrien dont les parents auraient été victimes de bombardements français, l'une des jeunes filles — alors fragilisée par des envies de suicide — est pressée de commettre un attentat par Rachid Kassim, mais elle se dérobe à plusieurs reprises à ses pressions, ne voulant pas commettre de victimes innocentes et comprenant qu'elle est manipulée[24].
- mi-novembre 2016, un adolescent d'origine belge de 17 ans actif sur Telegram sous le pseudonyme d'« Abou Omar » est interpellé à son domicile de Rennes. Il aurait joué le rôle d'entremetteur entre Kassim et de jeunes radicalisées dont les deux adolescentes de 15 et 16 ans arrêtées en août à Melun et Clermont-Ferrand[27].
- Une jeune fille mineure promise par Telegram à Adel Kermiche devient également sa promise, mais elle ne quitte pas le territoire français[28].

Rachid Kassim est accusé par d'autres djihadistes français de mal choisir ses recrues, qui échouent la plupart du temps. Cela ne l'empêche pas de fanfaronner d'être devenu l'« ennemi public numéro 1 ». En novembre 2016 paraît de lui une interview réalisée par Amarnath Amarasingam, expert de l'extrémisme de l'université George-Washington. Il explique avoir « migré vers la Syrie il y a un an, mais aujourd'hui je suis triste. Beaucoup d'entre nous sont jaloux des frères qui attaquent directement les pays de mécréances. Nous pensons que même une petite attaque dans ces zones-là vaut plus qu'une grande attaque en Syrie ». En novembre, il se fait plus discret. Il est avancé que s'être trop mis avant, ses échecs (22 de ses contacts arrêtés, dont dix femmes et neuf mineurs) ou son appel aux femmes auraient été mal vus de l'organisation djihadiste.

### Décès et procès en France
Il est blessé aux jambes le 10 février 2017 près de Mossoul (Irak) dans une frappe d'un drone américain et aurait été tué le 27 juillet 2017 lors d'un bombardement américain le visant.
Toutefois en l'absence de preuve définitive de sa mort, il est jugé dans plusieurs affaires terroristes en France. Il est condamné par défaut en 2019 à la réclusion criminelle à perpétuité pour avoir piloté depuis la zone irako-syrienne l'attentat manqué de Notre-Dame de Paris. En 2022, il est de nouveau condamné par défaut à la réclusion criminelle à perpétuité pour avoir piloté depuis la zone irako-syrienne l'attentat de l'église de Saint-Étienne-du-Rouvray. Fin 2022, il est de nouveau condamné par défaut à la réclusion criminelle à perpétuité pour avoir notamment participé à la décapitation filmée d'un otage de l'État islamique.